# IC 3075
IC 3075 је спирална галаксија у сазвјежђу Береникина коса која се налази на листи објеката дубоког неба у Индекс каталогу.
Деклинација објекта је + 23° 35' 46" а ректасцензија 12h 15m 55,0s. Привидна величина (магнитуда) објекта IC 3075 износи 14,5 а фотографска магнитуда 15,3. IC 3075 је још познат и под ознакама MCG 4-29-56, CGCG 128-66, NPM1G +23.0287, PGC 39240.